# Paula Wolf-Kalmar
Paula Wolf-Kalmar (Agram, atual Zagreb, março de 1881 -Viena, 29 de setembro de 1931) foi uma jogadora de xadrez da Áustria e três vezes desafiante do Campeonato Mundial Feminino de Xadrez. Ela ficou em terceiro lugar na primeira edição em Londres (1927) atrás de Vera Menchik e Katarina Beskow, e em segundo lugar em Hamburgo (1930) e Praga (1931), ambas as vezes atrás de Menchik.